# Делань, Максим
Максим Делань (нидерл. Maxime Delanghe; род. 23 мая 2001, Халле, Фламандский регион) — бельгийский футболист, вратарь клуба «Серкль Брюгге».

## Клубная карьера
Делань — воспитанник клубов «Пепинен», «Андерлехт» и ПСВ. 29 августа 2020 года в матче против «Эксельсиор» он дебютировал за дубль последних. В октябре заболел коронавирусом, из-за чего пропустил матч команды в Лиги Европы УЕФА и чемпионате.
В августе 2022 года перешёл в бельгийский «Льерс». 14 августа в поединке против «Йонг Генк» Максим дебютировал за новый клуб.
15 июня 2023 года перешёл в «Серкль Брюгге», подписав долгосрочный контракт. 3 октября в матче против «Санкт-Галлена» он дебютировал в Лиги Конференций УЕФА. 6 октября в поединке против «Антверпена» провёл первый матч в Жюпилер про-лиге.

## Международная карьера
В 2023 году в составе молодёжной сборной Бельгии Делань принял участие в молодёжном чемпионате Европы. На турнире он был запасным и на поле не выходил.